# امارانت، انتاریو
امارانت، انتاریو (به انگلیسی: Amaranth, Ontario) یک Lower-tier municipalities در کانادا است که در انتاریو واقع شده‌است.

## خصوصیات
امارانت ۳٬۹۶۳ نفر جمعیت دارد.